# 大石秀一郎
大石秀一郎（おおいし しゅういちろう）は、許斐剛作の漫画作品およびそれを原作としたアニメ『テニスの王子様』、『新テニスの王子様』に登場する架空の人物である。アニメ版の声優は近藤孝行。実写映画版の俳優は鈴木裕樹。ミュージカル版の俳優はミュージカル・テニスの王子様/2ndシーズン/3rdシーズン/4thシーズンを参照のこと。

## プロフィール
- 学校：青春学園中等部
- 学年：3年2組3番
- 所属委員会：保健委員長
- 誕生日：4月30日
- 星座：おうし座
- 血液型：O型
- 身長：175cm
- 体重：55kg→58kg
- 足のサイズ：26.5cm
- 視力：左0.9 右1.0
- 利き腕：右
- 使用メーカー
  - ラケット：WIMBLEDON（Tour Merit）
  - シューズ：NIKE（ナイキ レディ エア ズーム スターリング）
- プレイスタイル：カウンターパンチャー[1]

### ステータス
【スピード - 2 /パワー - 2 /スタミナ - 4 / メンタル - 3 /テクニック - 4】

## 人物
信頼の置ける副部長で、手塚不在時には部長代理を務める少年。部員の中で朝一番早く起きる為、青学テニス部の鍵当番。部長の手塚が厳格な為、穏やかな性格という事もあり、「青学の母」とあだ名されている。しかし、趣味などに関しては性格が豹変し、手塚をも驚かせるほど。ボウリングではマイグローブを持参し、利き腕とは逆の腕でもかなりの実力を見せていた。肉に関しては異常に厳しく、焼肉の焼き方や食べ方に対する異常なこだわりから「焼肉奉行」とあだ名されるほど（青学テニス部メンバーで焼肉屋に行ったときは、「そんなにタレをジャブジャブつけるな」「牛タンは表30秒、裏15秒」「肉汁をなんだと思っている」などと説教した）。『新-』でも合宿場の料理に出てきたステーキにまで肉汁について反応していた。ボウリング以降、このようにコメディリリーフとして描かれることも多くなった。上記のコメディリリーフ的な役割もあるものの、父は外科医であり手塚がラケットにて左腕を乱打された際には､手塚の肘を診た上左腕の完治を告げる。その際大石も立ち会っている。
公式戦ではシングルス出場が一度も無く、ダブルスが弱点の青学において数少ないダブルスを得意とするプレイヤーである。優しく温厚な性格でいつも部内全体のことを考え、部員のメンタル面にも気を使う。口癖は「こりゃ大変」。部内で一番癖のないフォームを持ち、コート内全体を冷静に観察することのできる広い視野を持つ。ダブルスでは菊丸英二と組み、「黄金（ゴールデン）ペア」と呼ばれる。アニメ版での球技大会では、菊丸と一緒にバレーボールを行い、ダブルスの時と同様にチームワークを発揮していた。
関東大会の氷帝戦に向かう途中、妊婦を助けた際に右手首を負傷してしまい、一時戦線離脱した。その後、決勝の立海戦で復帰（アニメでは2回戦の城成湘南戦で復帰している）するも、全国大会前になってもその怪我が完治していないことが判明。関東を制して勢いに乗っているメンバーで全国大会にいきたいとの思いから、初戦前に手塚(OVAではリョーマ)に勝負を挑んで敗れ、レギュラーを外れる。それでも菊丸のラブコールなどもあり、準々決勝の氷帝戦前に自らスミレと手塚に再登録を志願し、菊丸とコンビを再結成。その試合は宍戸・鳳ペアにタイブレークで敗れたが、決勝の立海戦では丸井・桑原ペアに勝利した。
『新-』では、U-17日本代表合宿に参加。脱落を賭けたタイブレークマッチで菊丸と対戦し敗北。その後、崖の上のコートでの特訓を経て、「革命軍」として2番コートに所属。仁王とダブルスを組み、1軍の陸奥兄弟と対戦。菊丸にイリュージョンした仁王と同調しゲームを先制したが、同調した陸奥兄弟に圧倒的な強さを見せつけられる。その後、仁王のイリュージョンを利用した「三つ子」作戦により、陸奥兄弟と同調した仁王から陸奥兄弟の思考を読み取り勝利。1軍No.16のバッジを取得した。その後、W杯中学生日本代表に選ばれる。
W杯グループ予選ではギリシャ戦の「チーム松」の先陣を切って越知とD2に出場。ヘラクレス・エヴァゲロスペア相手に気負いすぎ、真っ向勝負を持ちかけていたが三船に叱咤されてからは大石本来のテニスを取り戻す。しかし目を瞑っている間にヘラクレスの打球を受け倒れるも傷の手当をし、試合に戻った際にダブルスの能力が開花。打ち合わずしてヘラクレスに精神的重圧をかけ、コート上を支配。天性のダブルスプレイヤーの才能を見出し、見事勝利を収めるも予選リーグにて離脱となる。

## 得意技
ムーンボレー
相手の死角に落とす中ロブ気味のトップスピンボレーで、ライン上に落とすことができる。前動作でラケットを地面に滑らせるのが特徴。
ムーンボレーに見せかけてドロップボレーを打つこともあり、この動作はフェイク動作に一役買っている。
オーストラリアン・フォーメーション
ダブルスでは、難度の高い変形フォーメーション。アニメではこの陣形に似た「I（アイ）フォーメーション」も使用した。
大石の領域（テリトリー）
彼自身が相手に一番近い場所から状況を判断し、サインを瞬時に送りゲームメイクする超攻撃型のフォーメーション。
同調（シンクロ）
世界のトッププロレベルにしか見られない。全国大会の時に菊丸と同調した。『新-』では仁王とも同調が可能となった。

## キャラクターソング

### シングル
|     | 発売日         | タイトル               | 規格品番   |
| --- | -------------- | ---------------------- | ---------- |
| 1st | 2002年9月4日   | Piece by piece         | NECM-11007 |
| 2nd | 2004年10月27日 | ホントの気持ち         | NECM-10010 |
| 3rd | 2005年4月30日  | TWO                    | NECM-12096 |
| 4th | 2008年4月30日  | 恋風 〜Windy day Mix〜 | NECM-10106 |
| 5th | 2012年4月25日  | 手をつないで           | NECM-10177 |
| 6th | 2017年4月26日  | 恋風-2017Version-      | NECM-10250 |

### アルバム
|     | 発売日        | タイトル                                                              | 規格品番   |
| --- | ------------- | --------------------------------------------------------------------- | ---------- |
| 1st | 2007年4月25日 | 月の軌道                                                              | NECA-30186 |
| 2nd | 2009年4月30日 | テニスの王子様 大石秀一郎が歌う童謡名曲集 〜ファミリーでたのしもう!〜 | NECA-30245 |

## 参照
1. ↑  『公式ファンブック テニスの王子様10.5』、『公式ファンブック テニスの王子様20.5』、『公式ファンブック テニスの王子様40.5』をそれぞれ参照。
2. ↑  『新テニスの王子様』10.5巻参照。
3. ↑  リョーマが遅刻をした際に「道で困っているおばあさんを助けたから遅れる」という理由を全員から嘘だと見破られたが、大石が同じ理由で遅れた際には全員がその理由を疑わずに本当だと信じた。